# Udo Lindenberg
Pour les articles homonymes, voir Lindenberg.

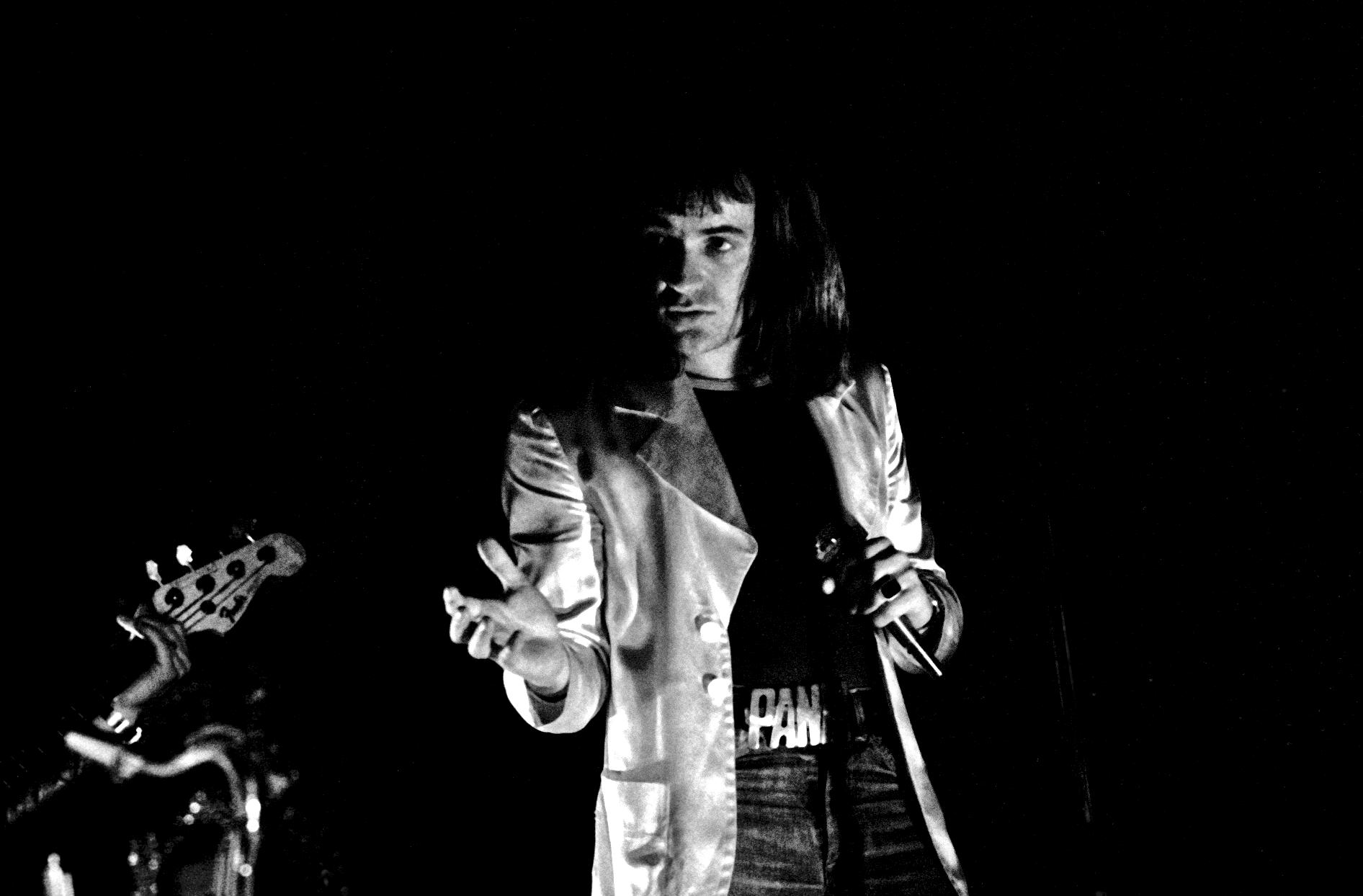
Udo Lindenberg au Musikhalle de Hambourg (1974).

Udo Lindenberg, né le 17 mai 1946 à Gronau en Westphalie, est un chanteur allemand.

## Biographie
Udo Lindenberg a un frère aîné qui est devenu artiste peintre, Erich Lindenberg (de) (1938–2006), ainsi que des sœurs jumelles, Erika et Inge. À l'âge de 15 ans, il commence une formation en tant que serveur dans un hôtel de Düsseldorf, tandis qu'il joue de la batterie dans les bistros de la vieille ville. Les « années d'errance » qui suivent le conduisent en Allemagne du Nord, chez son ami Freddy Schauwecker, en France, puis à Tripoli en Libye : en 1963 et 1964, âgé d'à peine 17 ans, il joue avec Gerold Flasse et d'autres pendant un an dans des clubs de la Wheelus Air Force Base près de Tripoli (de nos jours l'aéroport international de Mitiga). À son retour dans sa ville natale Gronau, il entame un traitement thérapeutique pour assimiler les expériences en Libye et commence ensuite des études à l'académie de musique de Münster. Après un service militaire comme artilleur, il se rend en 1968 à Hambourg. En 1969, il devient batteur des City Preachers.

### Carrière musicale
Udo Lindenberg fonde son premier groupe, Free Orbit, et joue sur le premier album de la formation de jazz-rock Passport, fondée par Klaus Doldinger. En 1971, il chante en anglais sur son premier album solo, qui est un échec commercial. Il adopte ensuite la langue allemande. Lindenberg rencontre le succès en 1973 avec l'album Alles klar auf der Andrea Doria. Il signe un contrat avec la maison de disques, Teldec, un label de Hambourg. Dans les années 1970, il fonde le Panikorchester, qui l'accompagne durant ses tournées. Il contribue également à la carrière musicale de Ulla Meinecke à la même période.
La chanson Sonderzug nach Pankow, sortie en 1983, se classe dans le Top 10 du hit-parade en Allemagne de l'Ouest. Les paroles s'adressent à Erich Honecker, qui dirige la République démocratique allemande. Le chanteur est autorisé à donner un concert à Berlin-Est.
Après la réunification allemande, le chanteur connaît moins de succès. En 2008, son 40e album, intitulé Stark wie zwei, ravive l'intérêt du public allemand. Le disque occupe la première place du hit-parade durant plusieurs semaines,.

### Autres activités
En 1980, Lindenberg réalise le film Panische Zeiten (de). Il est l'auteur de plusieurs livres, dont Rock und Rebellion – ein panisches Panorama, paru en 1981, et son autobiographie, El Panico, éditée en 1989. À partir des années 1990, il se lance dans la peinture.

## Style musical et paroles
Au début des années 1970, Udo Lindenberg fait partie des premiers artistes rock à toucher le grand public avec des textes chantés en allemand. Il utilise l'argot de la jeunesse dans ses chansons. Celles-ci racontent la vie de tous les jours avec humour. Elles mettent en scène des personnages fictifs, notamment Rudi Ratlos, Elli Pyrelli et Jonny Controletti. Lindenberg aborde aussi des thèmes sociaux et politiques, comme la protection de l'environnement.

## Distinctions et récompenses
En 1989, la Croix fédérale du Mérite (Bundesverdienstkreuz) est décernée à Udo Lindenberg,.
Le prix Echo lui est attribué en 1992 pour l'ensemble de son œuvre. Il est de nouveau récompensé en 2009,. En 2010, il est le premier chanteur rock à recevoir le Jacob-Grimm-Preis Deutsche Sprache, qui récompense les artistes ayant œuvré pour la promotion de la langue allemande.
En octobre 2019, la Croix fédérale du Mérite (Bundesverdienstkreuz) est à nouveau décernée à Udo Lindenberg.

## Hommages

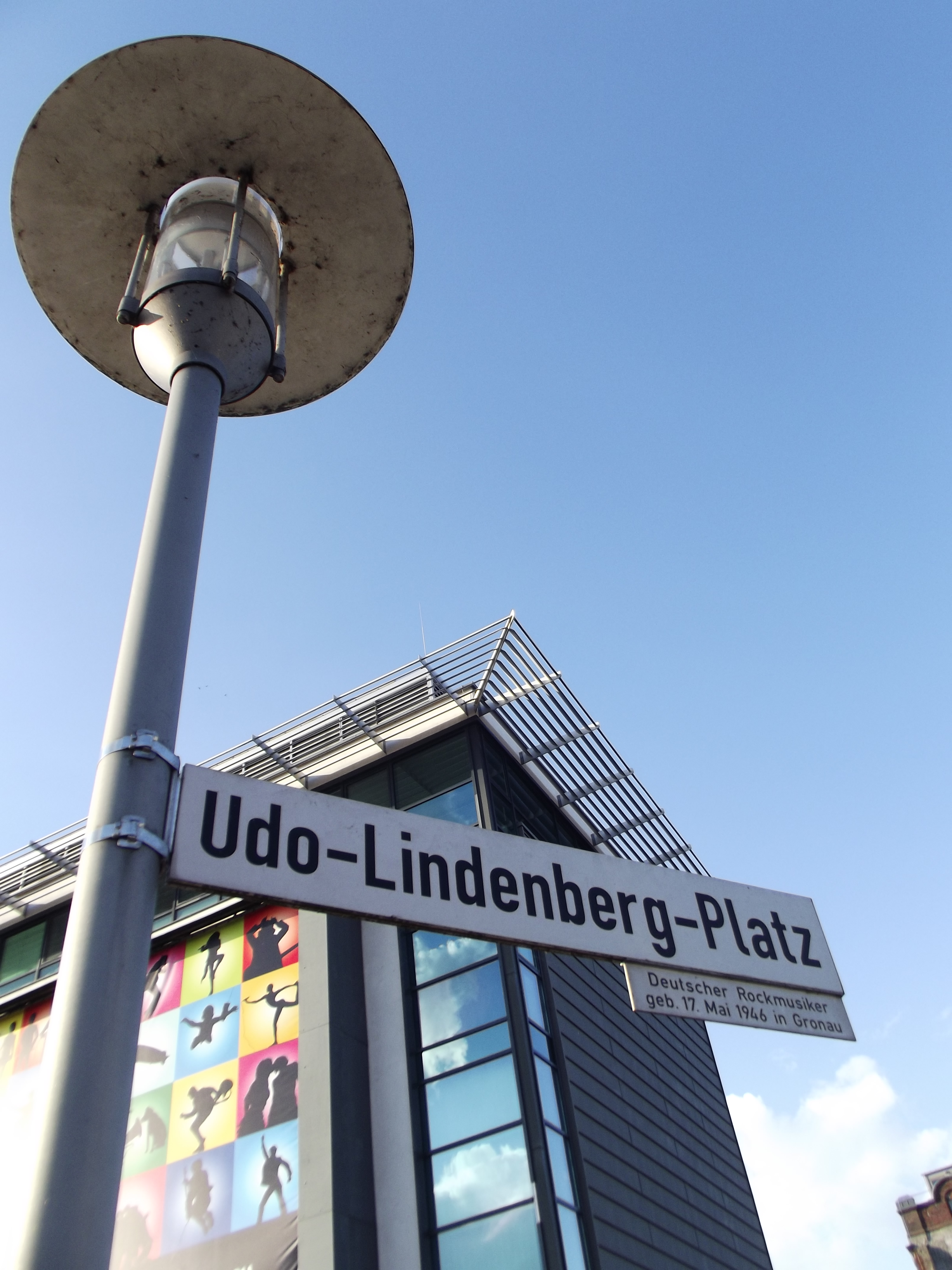
Udo-Lindenberg-Platz, Gronau.

La place située en face du rock'n'popmuseum de sa ville natale est baptisée Udo-Lindenberg-Platz,.

## Discographie

### Albums
- 1971 : Lindenberg
- 1972 : Daumen im Wind
- 1973 : Alles klar auf der Andrea Doria
- 1974 : Ball Pompös
- 1975 : Votan Wahnwitz
- 1976 : Galaxo Gang - Das sind die Herren vom andern Stern
- 1976 : Sister King Kong
- 1977 : Panische Nächte
- 1978 : Lindenbergs Rock Revue
- 1978 : Dröhnland Symphonie
- 1979 : Der Detektiv - Rock Revue 2
- 1980 : Panische Zeiten
- 1981 : Udopia
- 1982 : Keule
- 1982 : Odyssee
- 1984 : Götterhämmerung
- 1985 : Sündenknall
- 1985 : Radio Eriwahn
- 1987 : Phönix
- 1987 : Feuerland
- 1988 : Hermine
- 1988 : CasaNova
- 1989 : Bunte Republik Deutschland
- 1991 : Ich will dich haben
- 1991 : Gustav
- 1992 : Panik-Panther
- 1993 : Benjamin
- 1995 : Kosmos
- 1996 : Und ewig rauscht die Linde
- 1998 : Zeitmaschine
- 2000 : Der Exzessor
- 2002 : Atlantic Affairs
- 2008 : Stark wie zwei (de)
- 2016 : Stärker als die Zeit